# 上田交通
上田交通株式會社（日语：／）是一家總部位於長野縣上田市的房地產公司。
本條目同時記載上田交通集團旗下各子公司。

## 概要
公司總部位於長野縣上田市天神1丁目2番1號。公司簡稱上電（日语：／），簡稱取自公司舊名上田電鐵 (第一代) 與上田丸子電鐵。上田交通為東急集團旗下公司。
從前公司直營鐵路與巴士業務。後來巴士業務於1999年分拆成為子公司上電巴士。在2009年，上田巴士脫離上田交通集團。上田交通最頂盛時期擁有西丸子線與真田傍陽線等共4條鐵路線，路線網全長48.0公里。現時只留下別所線（11.6公里）。而鐵路業務（別所線）在2005年分拆成為子公司上田電鐵 (第二代)。
另外，東京急行電鐵創辦人五島慶太的出身地是在青木線沿線的小縣郡青木村。

## 歴史

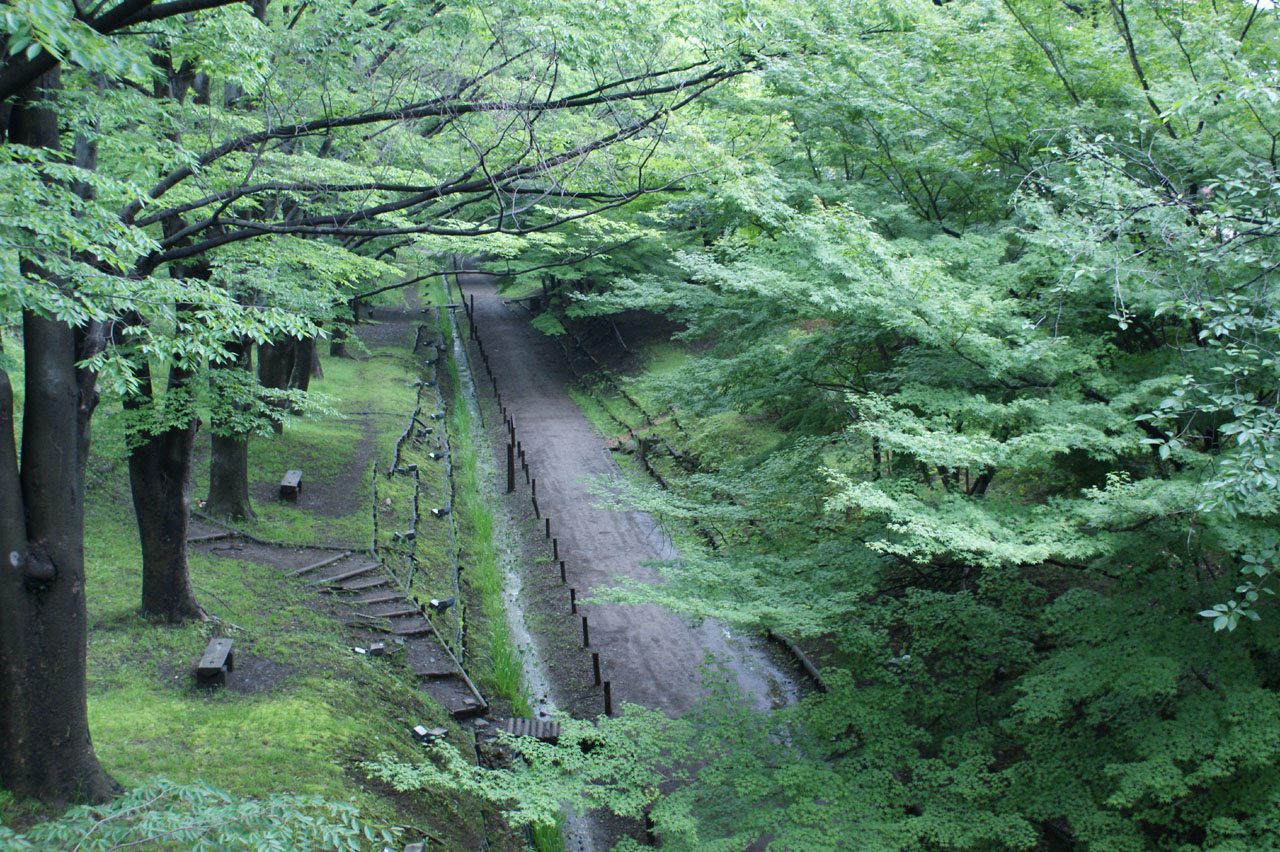
真田傍陽線遺址。現時變成了上田城跡公園的行人徑

### 丸子鐵道
- 1916年（大正5年）9月17日 丸子鐵道株式會社成立[2]。同時此年被視為上田交通的創立年份。
- 1918年（大正7年）11月21日 丸子鐵道 大屋至丸子町之間開通。
- 1925年（大正14年）8月1日 丸子鐵道 上田東至大屋之間開通。
- 1932年（昭和7年）1月1日 丸子鐵道株式會社開始承接兼任巴士業務。
- 1940年（昭和15年） 丸子鐵道株式會社把巴士業務轉讓給丸子自動車株式會社（※後來丸子自動車株式會社於3年後被千曲自動車株式會社收購合併）。

### 上田溫泉軌道
- 1920年（大正9年）
  - 1月5日 株式會社上田溫泉軌道成立。
  - 11月 公司名稱改為株式會社上田溫泉電軌。
- 1921年（大正10年）6月17日 溫電青木線（三好町之青木之間）、川西線（上田原至信濃別所之間）開通。
- 1924年（大正13年）8月 千曲川鐵橋落成，溫電青木線開始途經川西線駛入上田。
- 1926年（大正15年）8月12日 溫電依田窪線（下之鄉至西丸子之間）開通。
- 1927年（昭和2年）11月20日 溫電北東線上田至伊勢山之間開通。
- 1928年（昭和3年）
  - 1月10日 伊勢山至本原之間開通。
  - 1月20日 株式會社上田溫泉電軌開始兼任一般巴士、租賃巴士業務。
  - 4月2日 本原至傍陽之間開通。
  - 5月1日 本原至真田之間開通，溫電北東線全線開通。
- 1938年（昭和13年）7月25日 青木線廢止。
- 1939年（昭和14年）
  - 3月19日 川西線、依田窪線由受軌道法（日语：軌道法）管制的軌道線變為受地方鐵道法（日语：地方鉄道法）管制的鐵路線。路線名稱分別改為別所線和西丸子線。北東線改名為菅平鹿澤線。
  - 9月1日 株式會社上田溫泉電軌改名為株式會社上田電鐵。
- 1943年（昭和18年）9月 株式會社上田電鐵把一般巴士業務轉讓給千曲自動車株式會社，並結束租賃巴士業務。

### 上田丸子電鐵成立後
- 1943年（昭和18年）10月21日 株式會社上田電鐵和丸子鐵道株式會社合併，成為上田丸子電鐵株式會社。上田東至丸子町之間名為丸子線。
- 1952年（昭和27年）3月20日 開設巴士業務（※在合併後首次開設）。往後一直擴展巴士路線。
- 1956年（昭和31年）4月 該月份起擴展租賃業務，設置營業所。
- 1958年（昭和33年）11月4日 成為東京急行電鐵旗下系列公司。
- 1960年（昭和35年）4月1日 菅平鹿澤線改名為真田傍陽線。
- 1961年（昭和36年）6月29日 西丸子線因受到災害而暫停服務。
- 1963年（昭和38年）11月1日 西丸子線廢止。
- 1969年（昭和44年）
  - 4月20日 丸子線廢止。
  - 5月31日 公司改名為上田交通株式會社。
- 1972年（昭和47年）2月20日 真田傍陽線廢止。
- 1973年（昭和48年）10月7日 於真田傍陽線電鐵上田站遺址興建了上田東急Inn酒店，同日開幕。
- 1999年（平成11年）8月1日 巴士部門分拆為子公司上電觀光巴士株式會社。
- 2000年（平成12年） 上電觀光巴士株式會社改名為上電巴士株式會社。
- 2005年（平成17年）
  - 6月22日 鐵路部門計劃分拆為子公司上田電鐵株式會社，並發表了子公司化的方針。
  - 10月3日 鐵路部門正式分拆為子公司上田電鐵株式會社。
- 2009年（平成21年）10月1日 上電巴士、上田電鐵的士（日语：上田タクシー）轉讓給Jay Will Partners，兩公司脫離東急集團。
- 2015年（平成27年）11月2日 哈爾斯滑雪場（日语：ハーレスキーリゾート）轉讓給日本滑雪場開發（日语：日本スキー場開発）に譲渡，脫離東急集團。

## 事業
上田交通主要業務為房地產業，其餘業務包括了停車場業務與廣告業務。
關於住宿業務，上田交通與其子公司的上田東急REI酒店不同。上田交通直營長住酒店上田Stay酒店。該酒店原來在1997年（平成9年），上田東急Inn遷移至上田站溫泉出口後，於同年把舊上田東急Inn的上田東急大廈改裝，建築物名稱改名為「上田Stay大廈」。最後在1998年（平成10年）3月，長住酒店開幕。在上田Stay變更之際，於東急Inn時代的大堂、禮堂和餐廳等均進行改裝。該大廈也成為了上田交通、上田電鐵、上田電鐵的士（現時為上田的士）、哈爾斯滑雪場（現時已經遷移）上田交通各集團的辦公室。另外，大廈位於上田站城出口步行少於1分鐘地段。1樓設有便利店、郵局（上田站前郵局）與餐廳。鄰近設有契約停車場（上田市營上田站城口停車場、上田市營上田站城口第二單車停車場）。上田Stay於2018年（平成30年）12月31日結業。舊上田Stay遺址於2020年8月5日起由上田市內的公司「株式會社德爾特拉姆 （页面存档备份，存于）」（大廈1樓的便利店「羅森上田站前店」的營運公司）經營。該大廈後來變成一座經濟型酒店OYO上田站酒店 （页面存档备份，存于）（來自印度的經濟型連鎖酒店品牌「OYO Hotels＆Homes」之日本法人「OYO Hotel Japan」開設的「OYO Hotel」（特許經營））。
另外，上田交通也開設汽車生活事業，於上田市常田的上田巴士上田營業所旁開設由上田交通直營的汽車維修工場Carpit 109。該工場設有民用車檢工場，向一般用家提供汽車檢查服務，工場內設有大型驗車坑。曾經集團內的上田巴士與上田的士車輛會在該處檢查與修理。

## 上田電鐵
在2005年，上田交通開設了子公司，成立了專營鐵路線的上田電鐵株式會社，同年上田交通的鐵路業務由該子公司繼承。
另外，由於歷史一節中上田交通的前身企業已經有名為上田電鐵的公司，因此現時的公司是第二代。

### 路線
| 中文線名 | 日文線名 | 起點 | 終點     | 距離（公里） |
| -------- | -------- | ---- | -------- | ------------ |
| 別所線   |          | 上田 | 別所溫泉 | 11.6         |

#### 廢止路線
以下為在上田交通時代或以前已經廢止的路線列表，路線名稱是取自廢止當時的名稱。
- 青木線（日语：上田温泉電軌青木線）
- 西丸子線（日语：上田丸子電鉄西丸子線）
- 丸子線（日语：上田丸子電鉄丸子線）
- 真田傍陽線（日语：上田交通真田傍陽線）

### 車輛
在上田丸子電鐵時代的1950年，電動列車、電氣機車的車輛編號是按照以下方法編排。並且在1986年別所線電纜升壓前也適用。車型前綴方面，如果是電動列車會冠上MoHa、KuHa或SaHa，如果是電力機車會冠上EB或ED。
- 千位數 - 電機輸出
  - 沒有 - 控制車/陪車
  - 1 - 50馬力（≒37kW）以下
  - 2 - 起過50馬力至60馬力（≒45kW）以下
  - 3 - 起過60馬力至70馬力（≒52kW）以下
  - 4 - 起過70馬力至80馬力（≒60kW）以下
  - 5 - 起過80馬力
- 百位數 - 控制器方式
  - 沒有 - 陪車
  - 1 - 直接控制
  - 2 - 間接控製手動前進（HL式）
  - 3 - 間接控製手動前進（凸輪軸式）
- 十停數 - 車輛全長
以兩側連結器計起的車輛全長，以「米」作單位並四捨五入至1位小數。
  - 1 - 11.5米以下
  - 2 - 11.5米或以上、12.5米以下
  - 3 - 12.5米或以上、13.5米以下
  - 4 - 13.5米或以上、14.5米以下
  - 5 - 14.5米或以上、15.5米以下
  - 6 - 15.5米或以上、16.5米以下
  - 7 - 16.5米或以上、17.5米以下
  - 8 - 17.5米或以上、18.5米以下（沒有車輛長度是這個範圍）
  - 9 - 18.5米或以上

電力機車和電動控制車（MoHa）由於設有電機和控制器，因此該車輛編號為4位數。控制車（KuHa）由於設有控制器，因此該車輛編號為3位數。而陪車（SaHa）則為2位數。
另外，由東急繼承的車輛中，由於DeHa3300形、KuHa3660形、KuHa3770形當初被視為租賃的情況，因此不受這個規範制定編號。另外，也有一些車輛不按上述方式制定編號。

## 上田東急REI酒店
上田東急REI酒店舊稱「上田東急Inn」，為上田交通集團旗下的公司，設有一座城市酒店位於上田站溫泉出口迴旋路側。該酒店為東急酒店的加盟連鎖酒店。
在上田交通真田傍陽線廢線後，於電鐵上田站遺址（現時：上田站城出口側）開始建設酒店。在1973年（昭和48年）6月，酒店經營公司「上交開發株式會社」成立。同年10月7日開幕。後來在1997年（平成9年）11月1日，酒店遷移至上田站溫泉出口，經營公司商號變更為株式會社上田東急Inn。
在全國開展「東急Inn」的網絡中，上田是第1家分店。並從此開始使用東京急行電鐵成為商務連鎖酒店的品牌。
東急酒店會員制度「Comfort Members」與早鳥預約之早割15等制度適用於此酒店。
在2015年4月1日，東急酒店連鎖之東急Inn和東急Bizfort酒店合併，成為「東急REI酒店」。此酒店也改名為「上田東急REI酒店」。經營公司社商號改為株式會社上田東急REI酒店。

## 曾經為集團旗下的企業
- 哈爾斯滑雪場（日语：ハーレスキーリゾート） - 在2015年11月2日轉讓給日本滑雪場開發（日语：日本スキー場開発），不再成為集團旗下子公司。

以下2間公司在2009年10月轉讓給Jay Will Partners，不再成為集團旗下子公司。
- 上田巴士 - 在上田交通集團的時代名為上電巴士。
- 上田的士（日语：上田タクシー） - 上田交通集團的時代名為上田電鐵的士。

## 註腳
1. 1 2 3 4 5   (PDF). 上田交通株式会社.   [2019-06-25]. （原始内容 (PDF)存档于2019-06-24） （日语）.
2. ↑  『地方鉄道及軌道一覧  昭和10年4月1日現在』（國立國會圖書館數碼化收藏）
3. ↑  上田ステイ営業終了のお知らせ （页面存档备份，存于）（日語）2018年10月5日　上田交通式株會社（2018年12月12日參閲）
4. ↑  OYO上田ステーションホテル 会社名 株式会社デルトラウム （页面存档备份，存于）（日語）Hotel Jobs.com
5. 1 2 3 4  第14期決算公告，2019年（令和元年）6月24日付「官報」（號外第46號）136頁。
6. ↑  令和元年度鐵道要覧

## 外部連結
- 上田交通株式會社 （页面存档备份，存于）（日語）
- 上田電鐵株式會社 （页面存档备份，存于）（日語）
- 株式會社上田東急REI酒店 （页面存档备份，存于）（日語）